# Pachistopelma
Pachistopelma är ett släkte av spindlar. Pachistopelma ingår i familjen fågelspindlar.
Kladogram enligt Catalogue of Life:
| Pachistopelma | \| \| Pachistopelma concolor \| \| \| \| \| \| Pachistopelma rufonigrum \| \| \| \| |
|               | \| \| Pachistopelma concolor \| \| \| \| \| \| Pachistopelma rufonigrum \| \| \| \| |
|               | Pachistopelma concolor                                                              |
|               |                                                                                     |
|               | Pachistopelma rufonigrum                                                            |
|               |                                                                                     |